# Naga Sadow
En el universo ficticio de Star Wars, Naga Sadow fue un Lord Oscuro de los Sith, cinco mil años antes de la batalla de Yavin IV. Naga Sadow fue el sucesor al trono de Marka Ragnos(el mayor sith de todos los tiempos). Para acceder al puesto, luego del funeral de sus sucesor, Naga Sadow luchó con Ludo Kresh (verdadero sucesor) para quedarse con el imperio, derrotándolo. Naga Sadow fue el causante de la Gran Guerra del Hiperespacio, en un intento de expandir las fronteras del Imperio Sith a expensas de la Antigua República. La guerra terminó por derrumbar el Imperio Sith a manos de la República y la Orden Jedi. Naga fue conocido por poseer una gran sabiduría acerca de la magia de los Siths, y por ser un eximio alquimista.
Naga Sadow era un Sith de pura sangre, miembro de la Orden del mismo nombre, que obtiene su poder del Lado Oscuro de la Fuerza. Considerado un criminal de guerra por sus acciones en la Gran Guerra del Hiperespacio, huyó a Yavin IV, la luna de un gigante gaseoso. Allí comenzó una serie de experimentos en sus esclavos Massassi para convertirlos en predadores salvajes y despiadados. A pesar de eso, los Massassi lo trataban como un dios, y construyeron en su honor templos enormes. 
Naga Sadow sobrevivió en animación suspedida durante seis siglos, hasta que fue encontrada por el Jedi caído Freedon Nadd. Naga lo entrenó en el arte de los Siths, y luego fue asesinado por su pupilo. Este alcanzó a convertirse en el siguiente Lord Oscuro de los Siths.
La tumba de Naga Shadow (en Korriban) puede observarse en el juego Star Wars: Knigths of the Old Republic. Aparentemente, fue enterrado allí por su mismo asesino, Freedon Nadd.
Curiosamente, la luna donde se refugió Naga Shadow es la misma en donde siglos después Exar Kun, discípulo de Freedon Nadd, se refugiaría en la Guerra Sith, y donde milenios después lucharían Assaj Ventress y Anakin Skywalker. En el espacio de Yavin IV estalló la batalla inicial de la Guerra Civil que terminó con el Imperio, donde se destruyó la primera Estrella de la Muerte. Finalmente, la Nueva Academia Jedi, fundada por el Maestro Jedi Luke Skywalker, se construyó en Yavin IV. 
- Datos: Q2739090